# Cheng Fang
Cheng Fang est un astronome chinois. Il fut vice-président de l'Union astronomique internationale de 2003 à 2009.